# サプライ (高速戦闘支援艦)
|          |                                                                     |
| 艦歴     |                                                                     |
| 発注     |                                                                     |
| 起工     | 1989年2月24日                                                       |
| 進水     | 1990年10月6日                                                       |
| 就役     | 1994年2月26日                                                       |
| 退役     | 2001年7月13日                                                       |
| その後   | 2001年7月13日に移管、転籍し運用中                                   |
| 除籍     |                                                                     |
| 性能諸元 |                                                                     |
| 排水量   | 48,800トン                                                          |
| 全長     | 230 m (754.6 ft)                                                    |
| 全幅     | 32.6 m (107 ft)                                                     |
| 吃水     | 11.9 m (39 ft)                                                      |
| 機関     | ゼネラル・エレクトリック LM 2500 ガスタービン, 105,000 shp、2軸推進 |
| 最大速   | 25ノット                                                            |
| 航続距離 |                                                                     |
| 乗員     | 軍人59名、民間人176名                                               |
| 航空機   | CH-46E 3機                                                          |

サプライ (USNS Supply, T-AOE-6) は、アメリカ海軍の高速戦闘支援艦。サプライ級高速戦闘支援艦の1番艦。
「サプライ」はカリフォルニア州サンディエゴのナショナル・スチール・アンド・シップ・ビルディング社で建造された。
2001年7月13日に「サプライ」は海上輸送司令部 (Military Sealift Command) に移管された。その際に武装は取り外されている。
現在の母港はニュージャージー州のアール海軍兵器基地である。